# Koeleria delavignei
Koeleria delavignei là một loài thực vật có hoa trong họ Hòa thảo. Loài này được Czern. ex Domin mô tả khoa học đầu tiên năm 1907.